# Tivoli (Włochy)
Tivoli – miasto i gmina we Włoszech, w regionie Lacjum, w prowincji Rzym. W starożytności Tybur (łac. Tibur).
W miejscowości znajduje się stacja kolejowa Tivoli.

## Historia
Najstarsze ślady osiedlenia sięgają XIII wieku p.n.e. Pierwsze historyczne zapisy odnoszą się do sprzymierzenia miasta Tibur (etruska nazwa miasta) z Galami w roku 361 p.n.e. W roku 338 p.n.e. miasto zostało zdobyte przez Republikę Rzymską. Po uzyskaniu przez mieszkańców prawa do obywatelstwa rzymskiego (90 p.n.e.) miasto stało się popularnym miejscem zamieszkania bogatych Rzymian. Spośród wznoszonych tu willi najbardziej znana jest Willa Hadriana, której ruiny zostały wpisane na listę światowego dziedzictwa UNESCO.

## Dane statystyczne
Według danych na rok 2004 gminę zamieszkiwały 46 364 osoby, 681,8 os./km².